# Xã Villard, Quận Todd, Minnesota
Xã Villard (tiếng Anh: Villard Township) là một xã thuộc quận Todd, tiểu bang Minnesota, Hoa Kỳ. Năm 2010, dân số của xã này là 656 người.